# Блаунт, Томас (заговорщик)
Сэр Томас Блаунт (англ. Sir Thomas Blount; предположительно после 1348 — 12 января 1400, Оксфорд, Оксфордшир, Королевство Англия) — английский рыцарь, депутат палаты общин, приближённый короля Ричарда II. Участвовал в походах в Шотландию и Ирландию. Примкнул к Крещенскому заговору, целью которого было вернуть Ричарду корону, захваченную Генрихом IV, после поражения был казнён.

## Биография
Томас Блаунт принадлежал к рыцарскому роду. Он был сыном сэра Томаса Блаунта из Копмтон Валенса в Дорсете и Кингстон Блаунта в Оксфордшире и Джоан Хаклют, дочери сэра Эдмунда Хаклюта из Лонгфорда в Херефордшире. Точная дата рождения Томаса-младшего неизвестна; предположительно он появился на свет после 1348 года. Во многих случаях трудно понять, упоминается ли в источниках этот Томас Блаунт или его отец, участник битвы при Креси, депутат палаты общин от Дорсета в 1376 и 1377 годах и Оксфордшира в 1381 и 1382 годах, переживший сына. Точно известно, что именно Томас-младший, к тому времени уже посвящённый в рыцари, в марте 1374 года был лишён королевских охранных грамот из-за своего намерения без разрешения отправиться на континент в свите Жана Бретонского. В июне 1376 года оба Блаунта поступили на службу к королевскому сыну Эдмунду Лэнгли, графу Кембриджскому; в 1382 году Томас-младший по поручению короля арестовал и доставил в уинчестерскую тюрьму людей, ограбивших его сестру Алису Уэст в Нью-Форесте.
В начале 1380-х годов Блаунт поступил на службу к Ричарду II. В мае 1383 года он получил из казны денежное пожалование в 20 марок, а весной следующего года — 40 марок за то, что сопровождал французского посла, направлявшегося в Шотландию, сначала от замка Беркхемпстед до северной границы, а потом из Лондона в Кале. В качестве рыцаря королевской палаты сэр Томас участвовал в шотландском походе Ричарда в 1385 году во главе маленького отряда из одного латника и двух лучников. В октябре того же года король даровал ему опеку и право на заключение брака с наследницей одного оксфордширского землевладельца на том основании, что у Блаунта были «скудные средства к существованию». Впрочем, через несколько дней Блаунт отказался от этого дара в обмен на пожизненную ренту в 40 фунтов. В апреле 1386 года он начал службу в Кале с отрядом, включавшим двух латников, четырёх лучников и двух артиллеристов, под командованием сэра Томаса Перси (впоследствии графа Вустера).
Благодаря благосклонности короля Блаунт смог заключить в 1387 году престижный брак со вдовой казначея сэра Хью Сегрейва Изабеллой. Впрочем, большой реальной выгоды эта женитьба не принесла: отец Изабеллы Джон Ботетур, 2-й барон Ботетур, оставил ей два поместья в Уорикшире, которые в 1390 году были переданы Хью Бёрнеллу и его жене Джойс, внучке барона. В результате владения жены Блаунта ограничились манором Бургфилд в Беркшире.
Сэр Томас занимал достаточно высокое положение, чтобы в январе 1388 года лорды-апеллянты особым решением изгнали его из королевской палаты. Восстановив свою власть, Ричард II вернул ему должность. В последующие годы Блаунт сохранял благосклонность короля: в феврале 1389 года он получил опеку над владениями покойного сэра Майлза Виндзора на время несовершеннолетия наследника, в 1391 году совершил поездку в Париж в качестве личного посланника Ричарда к Карлу VI. В 1394 году сэр Томас сопровождал короля в его первом ирландском походе. В сентябре 1397 года он заседал в палате общин, где помог королю расправиться с лордами-апеллянтами; Блаунт был избран от Уилтшира, так как второй брак принёс ему земли в этом графстве наряду с владениями в Хэмпшире и Лестершире.
В 1399 году Ричард II был свергнут Генрихом Болингброком, захватившим престол под именем Генриха IV. Новый король подтвердил королевскую ренту Блаунта, но тот сохранил преданность Ричарду, а потому присоединился к заговору, названному позже «Крещенским». Заговорщики, в числе которых были графы Кент, Хантингдон и Солсбери, решили захватить короля в Виндзоре во время крещенских празднеств, а потом освободить Ричарда II и вернуть ему корону. Эта затея провалилась, её участники бежали в западные графства и были схвачены в Сайренсестере (Глостершир). Самые видные заговорщики были казнены на месте. Блаунта привезли в Оксфорд и там приговорили за измену к жестокой казни — повешению, потрошению и четвертованию. Казнь состоялась у стен города 12 января 1400 года; известно, что руководил ею приближённый Генриха IV сэр Томас Эрпингем, и Блаунт, отвечая на его насмешки, заявил о своей готовности умереть за законного короля.

## Семья и наследство
Сэр Томас был женат дважды. Его первой супругой в 1387 году стала Изабель Сегрейв, дочь Джона Ботетура, 2-го барона Ботетура, и Джойс Ла Зуш, вдова сэра Хью Сегрейва. После её смерти Блаунт женился на Джоан Водефельд, дочери Джона Водефельда, вдове сэра Хью Чейни. Оба брака остались бездетными.
Владения сэра Томаса после его казни были конфискованы, но ненадолго. Известно, что поместье Блатчингтон в Сассексе перешло к наследникам старшего единоутробного брата Блаунта, Эдмунда Фицгерберта, поместье Кингстон Блаунт в Оксфордшире, которое он арендовал у отца за 20 фунтов в год, было возвращено владельцу, остальные земли отошли к полнородному брату Томаса Хью. Вдова Блаунта получила своё имущество в ноябре 1401 года, когда вступила в новый брак с Томасом Линфордом.

## Память
Некоторые хронисты дают Томасу Блаунту самые высокие оценки как настоящему рыцарю и храброму воину; впрочем, это может говорить скорее о симпатии авторов к Ричарду II, чем о реальных чертах характера сэра Томаса. События, связанные с Крещенским заговором, описывает Уильям Шекспир в своей исторической хронике «Ричард II». Здесь граф Нортумберленд сообщает, что привёз в Лондон головы Блаунта, Кента, Солсбери и Диспенсера.